# Йован Николов Иконописец
Йован (Иван) Николов, наричан Самоковли и Иконописец е български художник от Самоковската школа. Предполага се, че е учил живопис на Света гора. Участва в стенописната украса на главната църква на Рилския манастир (1836 – 1844). Рисува икони за нея и за църквите „Св. Богородица“ в Копривщица (1838), „Рождество Христово“ в Пирот (1843), „Св. Богородица“ в Самоков, „Св. св. Кирик и Юлита“ в Смиловския манастир и други. Баща и учител е на художника Никола Образописов.

## Изследвания
- Мавродинов, Н. Изкуството на Българското възраждане. С., 1957, 196, 198.
- Василиев, Асен. Български възрожденски майстори: живописци, резбари, строители.   София, „Наука и изкуство“, 1965. с. 441 – 445.
- Михайлов, Г. Д. Иван Николов Иконописец, виден представител на Самоковската живописна школа. – Духовна култура, 49, 1979, кн. 9, 12 – 20.
- Генова, E. Второто поколение зографи от Самоковската живописна школа: Димитър Христов Зограф, Йоан Николов Иконописец, Костадин Петрович Вальов. С., 2012, 153 – 188.